# Метрополитен Уси
Метрополитен Уси (кит. 无锡轨道交通) — система метро в Уси (провинция Цзянсу, Китай).

## История
План сооружения метро был утверждён в ноябре 2008 года.
В феврале 2009 года на общественном обсуждении и голосовании горожане выбрали логотип метро.
13 мая 2009 года создана компания для сооружения метро.
Проект первой очереди из двух линий был разработан к сентябрю 2009 года.
Сооружение первой линии стоимостью 17,48 млрд юаней было начато 7 ноября 2009 года, подземная проходка тоннелей началась 1 марта 2010 года.
Строительство второй линии началось в январе 2011 года.
В феврале 2012 года на ряде станций начата установка оборудования и отделка, имеющая на первой линии стилизованную водную тематику.
В марте 2012 года с компанией CSR Zhuzhou заключён первый контракт на 23 поезда, поставка которых производится с марта 2013 по июнь 2014 года. 1 июля 2014 года метрополитен открыл свои двери пассажирам.

## Пуск
Начало эксплуатации первой линии метро — 1 июля 2014 года. Эксплуатирует систему созданная компания Wuxi Metro Corporation.

## Система
К 2024 году в систему войдут 5 линий (а также линии 1, 2, 3, 4 и S1) общей протяженностью 145 километров и 97 станций. В перспективе город и городские агломерации планируют построить 11 линий (в том числе линию 6, линию 7, линию 8 и линию S2) общей протяженностью более 350 километров.
За пределами городских центров и густонаселенных районов пути и станции в основном расположены над землей. На всех станциях имеются горизонтальные лифтовые системы. Подвижной состав и станции рассчитаны на 6-вагонные поезда. Средняя скорость сообщения составляет 35 км/ч, максимальная скорость поезда — 80 км/ч.

### Линия 1 Красная
Открыта 1 июля 2014 года.
Проходит с севера на юг города, имеет длину 34,6 км  27 станций:
Участок с последними тремя станциями был добавлен 28 сентября 2019.

### Линия 2 Зелёная
Открыта 28 декабря 2014. Проходит с востока на запад, имеет длину 26,7 км и 22 станции.

### Линия 3 Сине-фиолетовая
Открыта 28 октября 2020. Проходит с северо-запада на юго-восток города, имеет длину 28,5 км и 21 станции.

### Линия 4 Малиновая[8]
Открыта 17 декабря 2021. Проходит с севера на юг отклоняясь к западу от линии 1 (полукольцевая), имеет длину 25,4 км и 18 станций.

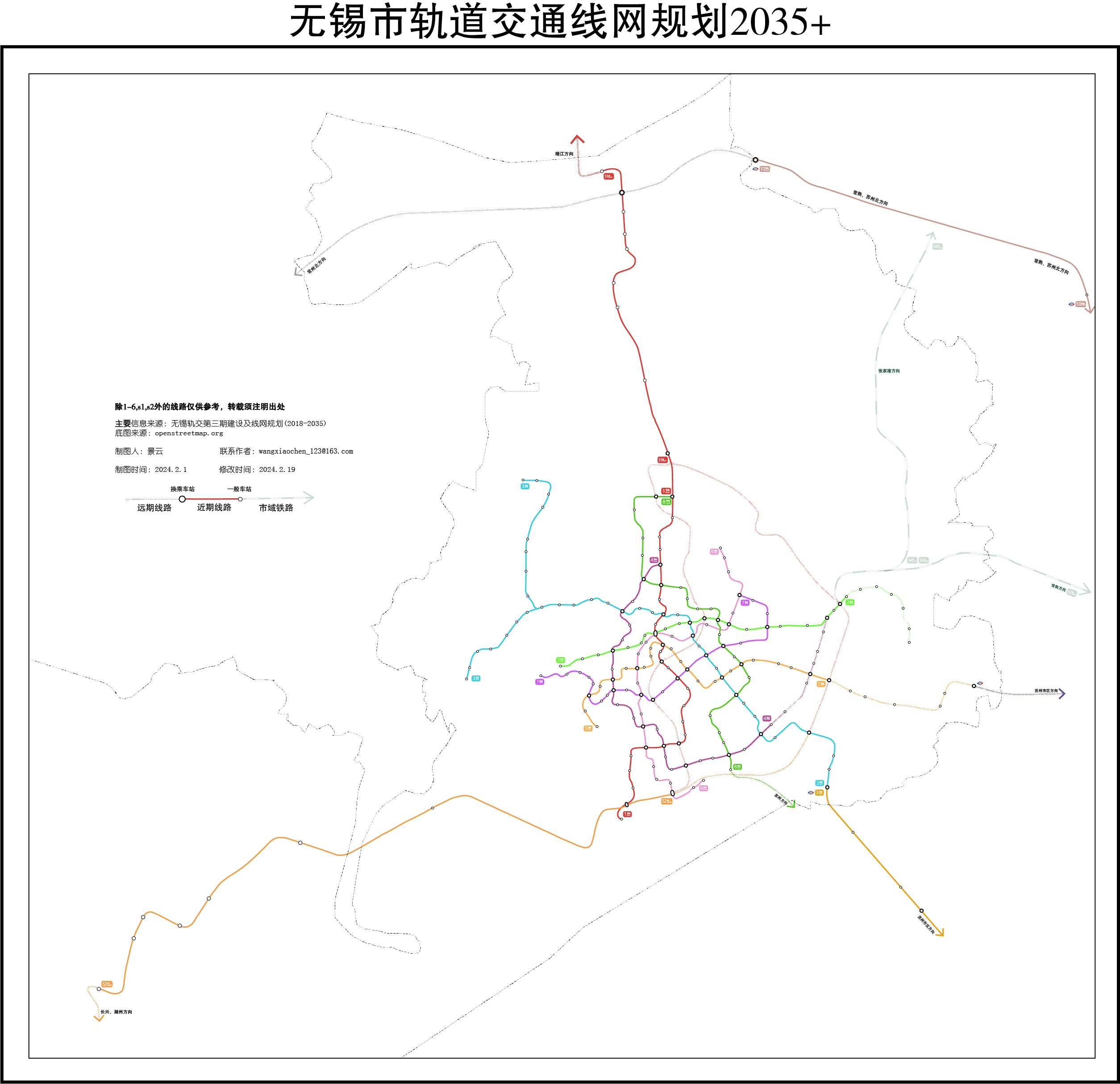
Генеральный план метро Уси

### Линия S1
Междугородний железнодорожный транспорт Уси-Цзяньинь, также известный как линия метро Уси S1, линия Xicheng Intercity, Xichengjing Intercity и линия метро S1 Уси, — это междугородная железная дорога, соединяющая городской район Уси и город Цзянинь.Это город вдоль реки Янцзы в провинции Цзянсу. Неотъемлемая часть междугородной железнодорожной транзитной сети.